# Federação Internacional de Associações e Instituições Bibliotecárias
A Federação Internacional de Associações e Instituições Bibliotecárias (IFLA) é um organismo internacional que representa os interesses dos serviços de biblioteca e informação e dos seus utilizadores (português europeu) ou usuários (português brasileiro). Constitui-se como a principal voz dos profissionais de informação e documentação, da área da biblioteconomia.

## História
Foi fundada em 1927 em Edimburgo, Escócia, durante uma conferência internacional de profissionais, e registada na Holanda em 1971. Tem atualmente mais de 1400 membros em mais de 140 países por todo o mundo. Trata-se de uma organização independente, não governamental e não lucrativa, que tem como principais objetivos promover o valor dos serviços da biblioteca e informação, fomentar as boas práticas profissionais e representar os interesses da comunidade profissional.
Em 1994, em conjunto com a UNESCO, emitiu o Manifesto da UNESCO para a Biblioteca Pública manifesto proclamando a confiança que esta última "deposita na Biblioteca Pública, enquanto força viva para a educação, a cultura e a informação, e como agente essencial para a promoção da paz e do bem-estar espiritual nas mentes dos homens e das mulheres."